# 유럽공산주의
유럽공산주의(영어: Eurocommunism)는 냉전 시대 소비에트 연방의 마르크스-레닌주의를 거부하고 수정주의적 마르크스주의를 따르는 개량주의 이념이었다.
1968년 프라하의 봄 사태 이후 기존 공산당에서 이탈한 유럽공산주의 세력은 1980년대 기존의 마르크스주의 사상을 누르고 좌익 정치에서 헤게모니를 차지했지만, 1991년 소비에트 연방이 붕괴되며 더이상 설 자리를 잃었다.
결젓적으로 1990년대와 2000년대 유럽공산주의를 내건 정당들이 몰락하면서 유럽공산주의자들은 사회민주주의로 전향했고, 일부는 다시 마르크스-레닌주의를 수용하며 정통 노선으로 복귀했다. 1998년 그리스 공산당은 유럽공산주의와 결별하고 정통 공산주의 노선으로 귀환했으며, 2017년 스페인 공산당, 2024년에는 보헤미아 모라바 공산당이 그 뒤를 따랐다.

## 개요

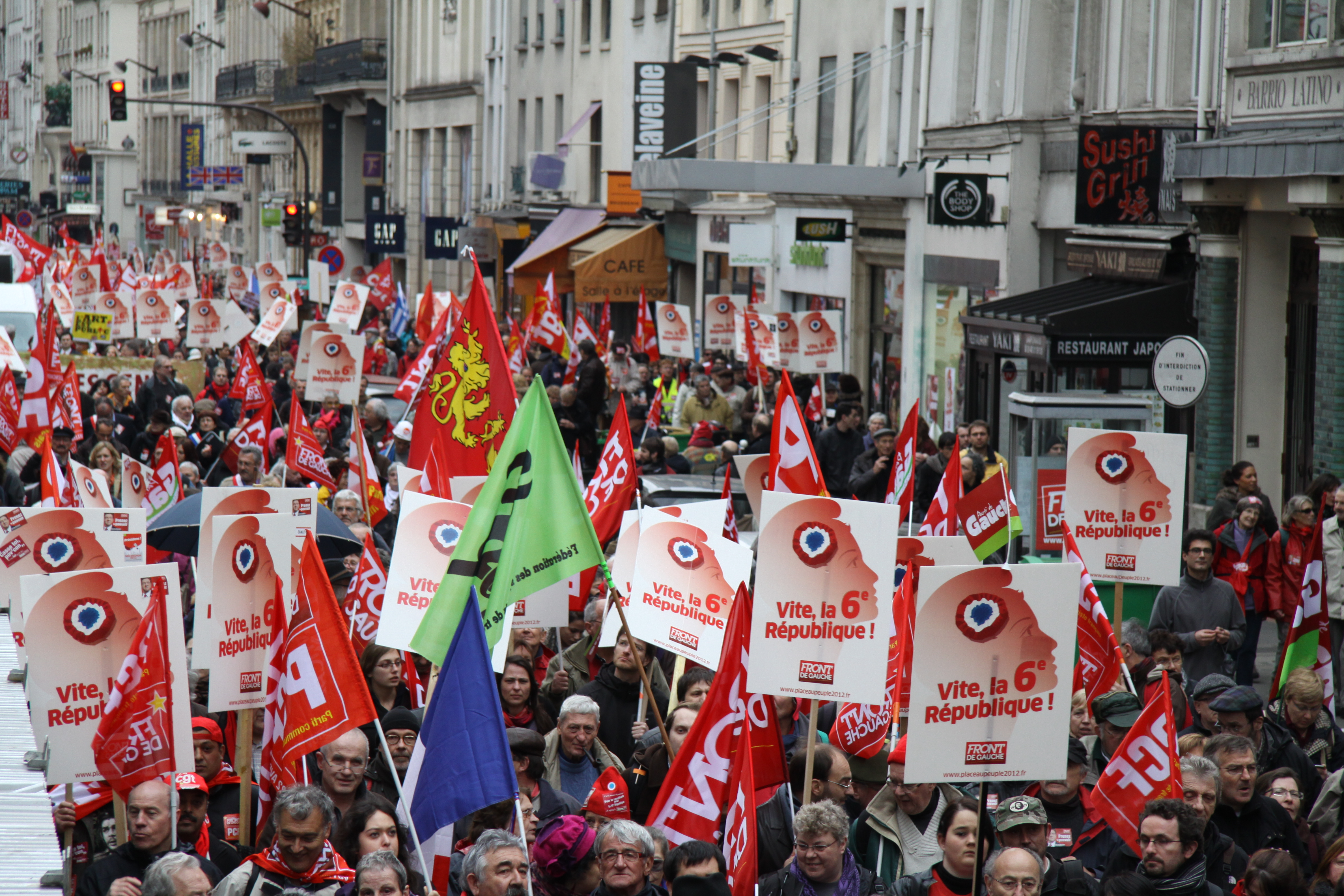
프랑스 공산당의 집회

유럽공산주의의 시조가 누군인지는 정확히 모르지만 많은 유럽공산주의자들은 안토니오 그람시를 유럽공산주의의 창시자라고 주장했다. 그람시는 마르크스주의의 종파주의에 반대하고 이익이 일치한다면 다른 성향의 정당과도 사회적 동맹을 맺으라고 요구했는데, 훗날 유럽공산주의자들은 사회민주주의 정부에 충실히 협력하며 이것을 이행했다.
한편 유럽공산주의라는 용어는 유고슬라비아의 언론인 프란 바르비에리가 처음 사용했는데 그는 큰 맥락에서 볼때 유럽공산주의는 티토주의와 차이가 없다고 주장했다. 유고슬라비아 사회주의 연방공화국과 유고슬라비아 공산주의자 동맹은 유럽공산주의자들이 요시프 브로즈 티토의 사상을 표절했다고 말하면서도 자신들의 꼭두각시로 여겼다.
1968년 프라하의 봄을 목격한 유럽공산주의자들은 사회보수주의의 길을 걷는 소비에트 연방, 소련 공산당과는 반대로 자유주의의 길을 걷겠다고 선언했다. 이탈리아 공산당과 스페인 공산당은 소련의 체코슬로바키아 개입을 비판했는데 이는 사민당과 연립정권을 수립하겠다는 계획에 의해, 철저히 계산된 움직임이었다.
유럽공산주의자들이 양심이 아닌 이익에 따라 행동하는 경우도 다분했다. 이들은 베트남 전쟁과 앙골라 내전에서 중립 표방했는데 미국의 전쟁 범죄, 강간, 인종 청소, 고문, 학살, 테러 등 야만적인 만행을 용인해 휴머니스트들로부터 비판을 받았다.
1970년대 유럽공산주의를 표방하던 세력은 스페인, 이탈리아, 프랑스에서 연립정권을 이루는데 성공했으나, 이 정부는 금방 무너져 내렸고, 1980년대부터 신자유주의의 득세로 인해 유럽공산주의 정당들은 설 자리를 잃어버렸다. 유럽공산주의자들은 패권주의와 제국주의에 대해 종종 모호한 입장을 취했는데 이는 좌익 진영 전체로부터 맹렬한 비판을 받았다. 
그러나 1991년 소비에트 연방이 붕괴되면서 유럽공산주의는 역사상 전례없는 큰 위기를 맞았고, 프랑스 공산당믈 제외하면 이 사상의 명맥은 완벽히 끊어졌다. 유럽공산주의를 표방하던 정당들도 다시 정통공산주의 노선으로 귀환하거나 사회민주주의로 이탈하면서 정치 이념으로서 유럽공산주의는 사실상 멸망하였다.

## 정책
유럽공산주의자들은 통일된 정책을 가지고 있지 않았지만, 성소수자 권리에 무관심한 소련에 비해 성소수자 문제에 주목했다. 반소련 성향이 강한 핀란드의 유럽공산주의자들은 정책적으로 소련에 반대하는 집회를 열어 비판의 목소리를 내기도 하였지만 효과나 미비했다.
1978년 유럽공산주의자들은 "지금까지 가지 않은 새로운 길을 개척하겠다"고 선언했지만 그 길이 어떤 것인지는 밝히지 않았다. 따라서 유럽공산주의의 정책은 사실상 존재하지 않는다고 봐도 무방하다.

## 비판

### 언행불일치와 모순
소련과의 차이를 표방하고 사회주의 혁명을 부정한 유럽공산주의자들은 공산주의 사회에 대한 대안을 전혀 제시하지 못하는 극심한 언행불일치와 심각한 모순에 직면했다. 대부분의 유럽공산주의 정당은 스스로를 소련식 공산주의도 사회민주주의도 아니라고 주장했지만, 오늘날 유럽공산주의자들은 좌우를 막론하고 회색 분자로 인식된다.

### 철학과 비전의 부재
유럽공산주의가 근본과 정체성이 없는 이념인 만큼 철학과 비전은 거의 전무했다. 사실상 허무주의를 추종한 유럽공산주의자들은 이론과 경제, 정치, 외교 분야에 허점과 밑바닥을 유감없이 드러냈다.

### 반수정주의자들의 비판
마르크스-레닌주의자들은 유럽공산주의가 반공주의의 일종이라고 주장했으며, 이들중 반수정주의자들은 유럽공산주의 사상을 반동주의로 규정하며 박멸의 대상으로 여기고 있다. 강경한 스탈린주의자인 엔베르 호자는 유럽공산주의는 정의로운 프롤레타리아의 정치가 아닌 탐욕스러운 부르주아의 정치라고 질타했다.

### 트로츠키주의자들의 비판
트로츠키주의자들은 유럽공산주의가 프롤레타리아 국제주의와 세계 혁명과 같은 공산주의의 본래적 가치를 심각하게 훼손했다고 공격했다. 이들은 유럽공산주의를 아예 국민주의나 반공주의로 규정하기도 했다.

## 같이 보기
- 사회민주주의
- 수정주의적 마르크스주의
- 신자유주의
- 제3의 길
- 티토주의
- 카다르주의
- 나치즘
- 친유럽주의
- 파시즘
- 오스트리아마르크스주의